# 上三川頼成
上三川 頼成（かみのかわ よりなり）は、戦国時代の武将。下野宇都宮氏の家臣。

## 出自
上三川氏の宗家としての家督は室町時代に上三川継俊が同族の今泉盛朝へ継がせたため、それ以降今泉氏を上三川氏と書き記す文書も多くあるが、上三川氏自体は上三川衆の一員として室町時代から江戸時代まで別に存在していたという。
また、郷土史研究家の恩田浩孝は上三川頼成が架空の人物である可能性を指摘している。

## 略歴
宇都宮氏一門・上三川氏の出身。
天文18年（1549年）、宇都宮尚綱に従い喜連川五月女坂の戦いに参陣し、多功長朝らと共に先陣を務めた。